# Boada de Roa
Boada de Roa és una entitat local menor a la província de Burgos, Castella la Vella, a la comunitat autònoma de Castella i Lleó (Espanya), comarca de Ribera del Duero, partit judicial d'Aranda, municipi de Pedrosa de Duero. És un poble situat al sud-oest de la província de Burgos al vessant atlàntic de la província, a 850 msnm. A la carretera autonòmica BU-132 que comunica Anguix amb Mambrilla de Castrejón Al peu del Manvirgo (914 msnm).

## Geografia

### Comunicacions
- Ferrocarril:Fins al tancament[3] de la línia de ferrocarril Valladolid-Ariza, estació a Roa.
- Autobús: Línia Burgos - Adrada de Haza.

## Situació administrativa
A les Eleccions municipals espanyoles de 2007 corresponents a aquesta Entitat local menor concorre una sola candidatura encapçalada per Jesús Camp Llorente i el seu suplent José Lluís Domingo Aguado (PP).

## Demografia
En el cens de 1950 tenia 414 habitants, reduïts a 47 el 2004, 66 el 2007.

## Economia
La seva principal riquesa són les vinyes, en aquesta població es poden trobar diferents explotacions vitivinícoles amb vins de gran qualitat que s'emmarquen dins de la Denominació d'Origen Ribera del Duero, com és Bodegas Viyuela.

## Història
Quan l'any 1143, Alfons VII de Lleó concedeix el fur de Sepúlveda, sorgeix la Comunitat de Vila i Terra de Roa, sent una de les seves 33 llogarets. Al Cens de Veïnats de la Corona de Castella realitzat a 1591 és denominada 'Boada, pertanyia a la Terra de Roa, inclosa en la província de Burgos. La comunitat comptava amb '1 569 veïns pecheros ', corresponent 563 a la capital.
Lloc, conegut llavors com a Boada, pertanyent a la Terra de ROA amb jurisdicció exercida pel Duc de Siruelo qui nomenava el seu regidor pedani.
A la caiguda de l'Antic Règim queda constituïda com ajuntament constitucional del mateix nom en el partit Partit de Roa, regió de Castella la Vella, que al Cens de 1842 comptava amb 61 llars i 245 veïns.
Aquest municipi, en la dècada dels setanta, comptava amb 69 llars i 203 habitants de dret. El seu terme municipal comptava amb una extensió superficial de 817 hectàrees.

## Festes i costums
Actualment compta amb un cens de 66 habitants, tot i que durant l'estiu aquesta població augmenta considerablement a causa de les seves festes patronals de Sant Blai, que tot i que són al febrer, també se celebren el primer cap de setmana del mes d'agost, i les dels pobles confrontants.

## Parròquia
Església catòlica de Nuestra Señora de la Antigua, dependent de la parròquia de Guzmán a l'arxiprestat de Roa, diòcesi de Burgos.